# Skånepalatset
Skånepalatset eller Mercurius 5 är en byggnad belägen vid korsningen av Norra Vallgatan och Hamngatan i Malmö, mitt emot Hotell Savoy. Det uppfördes år 1904 i stil av nyrenässans, och dess arkitekter är Fredrik Sundbärg och Alfred Arwidius. Antal våningar över markytan är 6 stycken.